# Abraxas quasivarleyata
Abraxas quasivarleyata är en fjärilsart som beskrevs av Hutchinson 1969. Abraxas quasivarleyata ingår i släktet Abraxas och familjen mätare. Inga underarter finns listade i Catalogue of Life.